# 1338 Duponta

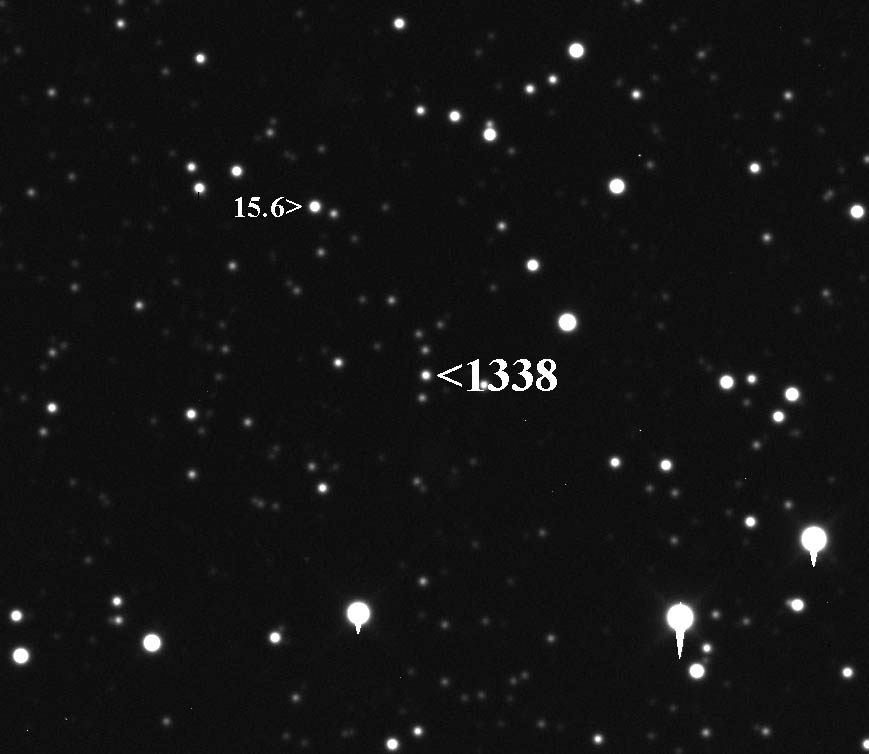
1338 Duponta

1338 Duponta eller 1934 XA är en asteroid i huvudbältet som upptäcktes den 4 december 1934 av den franske astronomen Louis Boyer vid Algerobservatoriet. Den har fått sitt namn efter upptäckarens systerson, Marc Dupont.
Asteroiden har en diameter på ungefär 7 kilometer och den tillhör och har givit namn åt asteroidgruppen Duponta.